# Mangaas

Lage von Mangaas an der Nordküste von Efate

Mangaas ist eine aufgegebene Siedlung und eine Ausgrabungsstätte an der Nordwestküste von Efate im pazifischen Inselstaat Vanuatu. Sie war bis in das 16. Jahrhundert Sitz des obersten Häuptlings Roi Mata. Nach dem Tod des letzten Trägers dieses Titels Ende des 16. Jahrhunderts wurde der Ort verlassen und gilt seitdem als Tapu. Seit 2008 ist Mangaas als Teil von Chief Roi Mata’s Domain ein Weltkulturerbe der UNESCO.

## Ausgrabungen
Eine erste wissenschaftliche Beschreibung von Mangaas veröffentlichte der französische Anthropologe Jean Guiart, der 1957 die Region bereiste. Er listete nach den Erzählungen von Ortskundigen die Titel von Häuptlingen auf, die Roi Mata als Untertanen verbunden waren, und die Lage der damit verbundenen Wohn- und Gartengrundstücke in der Siedlung.
Auf dieser Grundlage führte der französische Archäologe José Garanger 1967 umfangreiche Vermessungen und Ausgrabungen durch, mit denen die Besiedlung des Ortes zur Zeit von Roi Mata bestätigt wurde, und die Hinweise auf eine sehr viel längere Siedlungsgeschichte erbrachten. Zwischen 1996 und 2003 wurden gemeinsam vom Nationalmuseum von Vanuatu (Vanuatu Cultural Centre) und der Australian National University weitere Ausgrabungen unternommen, die die Siedlungsgeschichte weiter aufklären konnten. Zuletzt fand 2005 im Zusammenhang mit der Bewerbung um den Welterbetitel noch einmal eine Vermessungskampagne statt.

## Geschichte
Mangaas wurde erstmals vor etwa 2900 Jahren besiedelt, etwa 200 Jahre nach der ältesten bekanntesten Ortschaft auf Efate. Aus Keramikfunden lassen sich die Bewohner mit der Lapita-Kultur von Melanesien verbinden. Mangaas blieb bis geschätzt um das Jahr 1000 unserer Zeitrechnung bewohnt. Für einen längeren Zeitabschnitt wird aus einer typischen und einmaligen Keramikform geschlossen, dass sich dort eine eigenständige Kultur entwickelte.
Die Datierung von Funden ist dadurch möglich, dass verschiedene Vulkanausbrüche auf benachbarten Inseln Ascheablagerungen im Untergrund hinterlassen haben. Daraus ist auch abzuleiten, dass Mangaas vermutlich zwischen den Jahren 1000 und mindestens 1452 aus unbekannten Gründen verlassen war. In der mündlichen Überlieferung wird diese Zeit mit Kriegen und sozialen Umwälzungen verbunden. Das zweite Datum ist das Jahr des Ausbruchs des Kuwae, einem Vulkan auf den nördlich gelegenen Shepherd-Inseln. Die dort angerichteten Zerstörungen führten dazu, dass viele Menschen nach Efate flohen. Es liegt nahe anzunehmen, dass damals auch Mangaas wieder besiedelt wurde.
Alle heute noch oberflächlich sichtbaren Spuren sind mit dieser zweiten Periode verbunden. Sie ist auch die Zeit, in der Häuptlinge unter dem Titel Roi Mata in Mangaas residierten. Trockensteinmauern markieren bis heute sichtbar Grundstücke, mehrere noch existente Bäume wurden zu dieser Zeit gepflanzt, und heilige Steine platziert.
Nach dem Tod des letzten Roi Mata und seiner Beerdigung auf der Insel Eretoka Ende des 16. Jahrhunderts wurde Mangaas endgültig verlassen. Der Grund dafür war Angst vor der übergroßen Macht (Naflak) des Häuptlings noch in seinem Tode. Deswegen wurde er, im Gegensatz zu sonstigen Gebräuchen, auch nicht auf seinem eigenen Grundstück bestattet, und es wurde auch kein Nachfolger mehr ernannt.
Die vormalige Siedlung wurde zum Tapu, zum heiligen und verbotenen Ort erklärt. Feste Häuser und Landwirtschaft waren verboten. Auf dem früheren Tanzplatz wurde lautes Reden, das Berühren heiliger Bäume und Steine und der Besuch bei Sonnenauf- und -untergang untersagt.
Die Bewohner siedelten sich vornehmlich auf der vor der Küste gegenüber liegenden Insel Lelepa an. Erst in den 1980er Jahren wurde auf Grund des Bevölkerungsdruckes dort das Dorf Mangaliliu auf Efate, etwa 2 Kilometer südwestlich von Mangaas, gegründet. Seit dem späten 19. Jahrhundert wurden Grundstücke im weiteren Umfeld des Ortes an europäische Siedler verpachtet.
Das Nutzungsverbot für Mangaas wurde bis 1927 eingehalten. Der Häuptling Masia Kalotiti hatte sich zum Christentum bekehrt und eine presbyterianische Bibelschule besucht. Als er nach Efate zurückkehrte, betätigte er sich als Prediger und versuchte auch den Bann über Mangaas zu brechen. Er verbrannte eine Bibel, verstreute ihre Asche im Bereich der ehemaligen Siedlung und begann, den seit dreihundert Jahren wild gewucherten Wald zu beseitigen. Stattdessen pflanzte er Kokospalmen für die Kopraproduktion an. Das Sendungsbewusstsein des Häuptlings fand im Großen jedoch nur wenig Widerhall. Seit dieser Zeit wird aber der weitere Bereich wieder landwirtschaftlich genutzt. Heute werden vor allem Kassawa, Bananen und Taro angebaut.
Der unmittelbare Bereich von Roi Matas Hausgrundstück, der öffentliche Tanzplatz und der Landungsplatz des Häuptlings am Strand blieben jedoch bis auf ein paar von Kalotiti angelegte Gemüsebeete unberührt. Deshalb blieb in diesem Bereich ein Küstenwald erhalten, der viel ursprünglicher ist als an den meisten anderen Küstenabschnitten von Efate, und in dem einige seltene Pflanzen gedeihen. So wurden mindestens zehn endemische Pflanzen identifiziert.

## Beschreibung

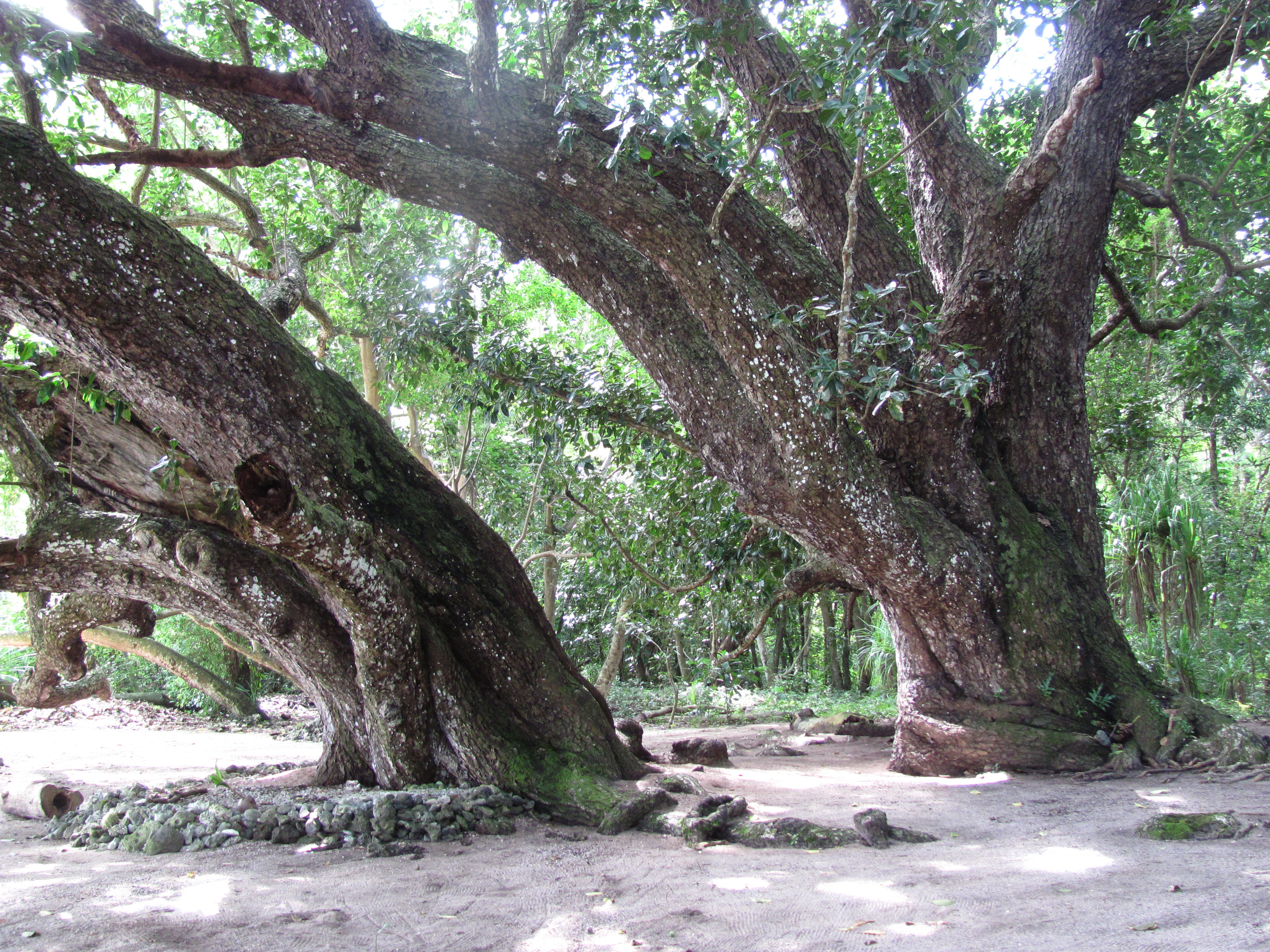
Zwei der drei Tamanu-Bäume am Strand von Mangaas

Mangaas liegt auf einem schmalen, aber fruchtbaren Küstenstreifen, der nach Süden durch steil auf 200 Meter Höhe ansteigende Klippen aus Tuff und Riffkalk begrenzt wird. Der aus Korallen bestehende Untergrund wurde im Laufe der Zeit immer weiter über die Wasseroberfläche angehoben und dadurch immer breiter, und die Besiedlung konnte sich nach Nordwesten ausdehnen. Von den Klippen ergießen sich mehrere Bäche, deren größter die westliche Grenze von Roi Matas Grundstück bildet.

### Strand
Der als Mwalakot bekannte Strandabschnitt neben dem o. g. Bach war als Landestelle für das Kanu des Häuptlings vorbehalten. Für die Einfahrt von See muss eine Riffkante passiert werden, deren schmale Öffnung von massiven Korallenstöcken flankiert wird, die über die Wasseroberfläche ragen. Sie werden Likanas („Haifischbrüste“) genannt. Über dem Strand erheben sich mehrere große und alte Bäume, darunter drei Tamanu-Bäume (Calophyllum inophyllum), von denen erzählt wird, dass sie Roi Mata selbst gepflanzt habe.

### Tanzplatz
Direkt landeinwärts befindet sich der öffentliche Tanzplatz Mwalasayen. Er wird von einem riesigen Banyanbaum (Ficus subcordata, auf Bislama: Nambanga) dominiert, der direkt über eine alte Steinmauer gepflanzt wurde. Heute verschwindet diese Mauer vollständig unter dem Geflecht der Luftwurzeln, die einen Durchmesser von 20 Metern erreichen. Da nicht anzunehmen ist, dass der Baum nach dem Verlassen der Siedlung gepflanzt wurde, muss er über vierhundert Jahre alt sein.
An einer Seite des Platzes waren aufrecht stehende Schlitztrommeln (Napwea oder auf Bislama Tamtam genannt) aufgestellt, mit denen die Gemeinschaft zusammen gerufen und Tänze begleitet werden konnten. In den letzten Jahren wurden dort wieder neue Trommeln aufgestellt.

### Roi Matas Wohngrundstück
Hinter dem Tanzplatz schließt sich das Wohngrundstück von Roi Mata an. Dessen vorderer Bereich (Mwalafaum) wurde bis 1976 von einem weiteren Banyan dominiert, der jedoch einem Feuer zum Opfer fiel. (Vermutlich entzündete sich bei den Aufräumarbeiten nach einem Zyklon Strandgut an einer weggeworfenen Zigarette.) Im hinteren Bereich stand das Wohnhaus (Sumwantuk), die Grundstücksgrenze markieren zwei große Canarium-Bäume (Canarium indicum, Bislama: Nangae).

### Gartengrundstücke
Der gesamte Siedlungsbereich wird durch Trockensteinmauern aus Korallenbruchstücken in einzelne Wohn- und Gartengrundstücke aufgeteilt. Im Zentrum haben diese unregelmäßige Formen, weiter außen sind die – vermutlich später angelegten – Grundstücke eher rechtwinklig. Auch heute noch tragen die Grundstücke individuelle Namen, die mit Häuptlingstiteln am Hofe von Roi Mata korrespondieren. Viele der Mauern sind jedoch verfallen und nur noch an ihren Fundamenten zu erkennen. Eine weitere Form der Markierung sind zermahlene Korallenstücke, die als Kiesbelag traditionell über das gesamte Grundstück verteilt wurden. Wo nicht im 20. Jahrhundert wieder Landwirtschaft betrieben wurde, ist dieser jedoch unter einer Humusschicht verschwunden.

### Heilige Steine und Gräber
Verteilt über den Bereich von Mangaas finden sich Steine, denen besondere magische Kräfte zugesprochen werden. Es handelt sich meist um runde Steine, die klein genug sind, um sie transportieren zu können, aus meist auffälligem und ungewöhnlichem Material. Acht dieser Steine wurden in dem engeren Bereich zwischen Tanzplatz und Roi Matas Wohngrundstück identifiziert. Sie werden von der lokalen Bevölkerung immer noch mit Respekt behandelt. Einer, der neben dem Banyan auf dem Tanzplatz liegt, gilt als Roi Matas persönlicher heiliger Stein.
In der westlichen Pazifik-Region ist es üblich, Tote auf ihren Wohngrundstücken zu beerdigen. Auch in Mangaas wurden solche Gräber identifiziert, fünf von ihnen wurden 1967 ausgegraben. Weitere Grabstätten werden durch große Steine markiert. Dabei handelt es sich wahrscheinlich um die Ruhestätten von Häuptlingen. Auch wenn sich keine lokale Überlieferung dazu erhalten hat, ist anzunehmen, dass sich darunter auch frühere Träger des Titels Roi Mata befinden.

## Tourismus
Die Bewohner von Mangaliliu und Natapau haben mit der Roi Mata Cultural Tour eine Möglichkeit zur geführten Besichtigung von Mangaas geschaffen. Am Strand wird dabei die Geschichte des Häuptlings mit einem kleinen Theaterstück vorgestellt, danach kann der Tanzplatz besucht werden. Allerdings wird darauf geachtet, dass sich niemand dem Banyan mehr als 15 Meter nähert.
2006 wurde in Mangaas eine Episode der französischen Fernsehshow Koh-lanta gedreht (ein Ableger der amerikanischen Reality-Show Survivor). Im Gegenzug legte das Fernsehteam für die Gemeinde einen leichten Fahrweg nach Mangaliliu an.